# Beniatjar
Beniatjar – gmina w Hiszpanii, w prowincji Walencja, we wspólnocie autonomicznej Walencja, o powierzchni 11,37 km². W 2011 roku liczyła 231 mieszkańców.